# Rammelsbach
Rammelsbach ist eine Ortsgemeinde im Landkreis Kusel in Rheinland-Pfalz. Sie gehört der Verbandsgemeinde Kusel-Altenglan an.

## Geographie
Der Ort liegt im Kuseler Musikantenland in der Westpfalz. Im Westen befindet sich Kusel, im Osten Altenglan und südlich liegt Haschbach am Remigiusberg.
Zu Rammelsbach gehören auch die Wohnplätze Haus Menges, Kreuzhof, Rechenhäuschen und Schlichterhof.

## Geschichte
Funde aus der jüngeren Steinzeit und aus der Römerzeit deuten auf eine frühe Besiedlung des Ortes hin.
Rammelsbach gehörte zum sogenannten Remigiusland und wurde in einer Urkunde des Grafen Heinrich II. von Veldenz aus dem Jahr 1364 erstmals erwähnt. Im Jahr 1444 fiel die Grafschaft Veldenz an den Pfalzgrafen Stephan, Rammelsbach gehörte seitdem zu Pfalz-Zweibrücken und war bis Ende des 18. Jahrhunderts der Schultheißerei Altenglan im Oberamt Lichtenberg unterstellt.
Nach 1792 hatten französische Revolutionstruppen die Region besetzt und nach dem Frieden von Campo Formio (1797) annektiert. Von 1798 bis 1814 gehörte Rammelsbach zum französischen Saardepartement und war dem Kanton Cusel zugeordnet. Aufgrund der auf dem Wiener Kongress (1815) getroffenen Vereinbarungen und einem Tauschvertrag mit Österreich kam die Region 1816 zum Königreich Bayern. Ab 1818 war die Gemeinde Rammelsbach dem Landkommissariat Kusel im bayerischen Rheinkreis, später dem Bezirksamt Kusel zugeordnet, aus dem 1938 der Landkreis Kusel hervorging.
Nach dem Zweiten Weltkrieg wurde die Gemeinde innerhalb der französischen Besatzungszone Teil des damals neu gebildeten Landes Rheinland-Pfalz und gehörte zum Regierungsbezirk Pfalz.
Bevölkerungsentwicklung
Die Entwicklung der Einwohnerzahl von Rammelsbach, die Werte von 1871 bis 1987 beruhen auf Volkszählungen:

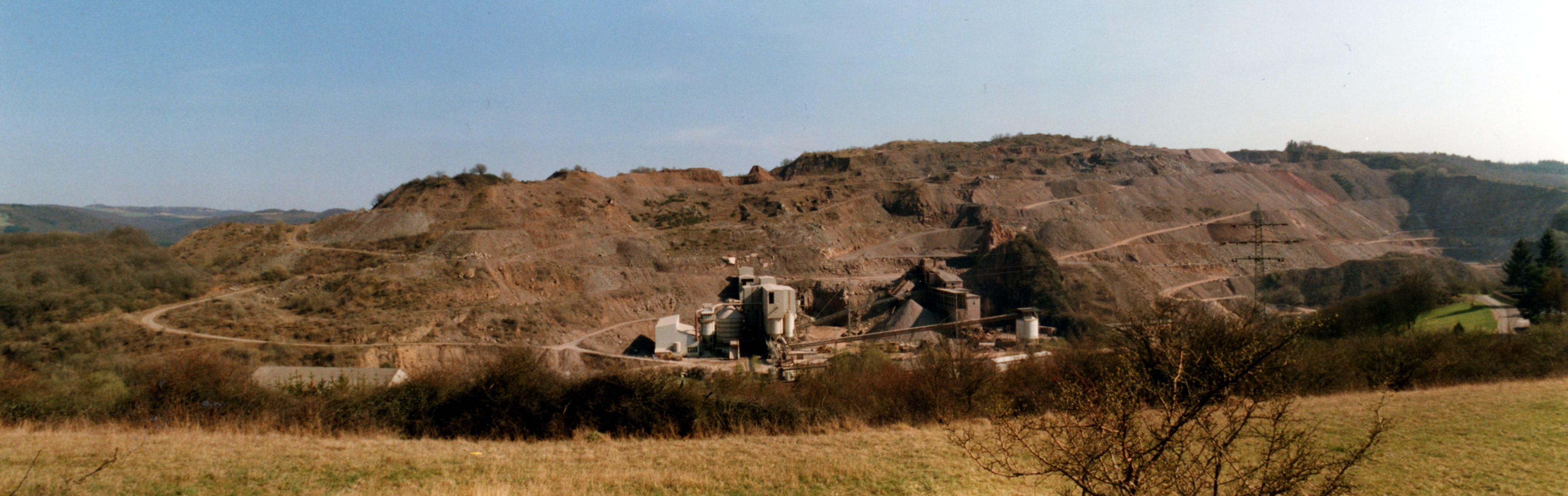
Der Rammelsbacher Steinbruch (1998)

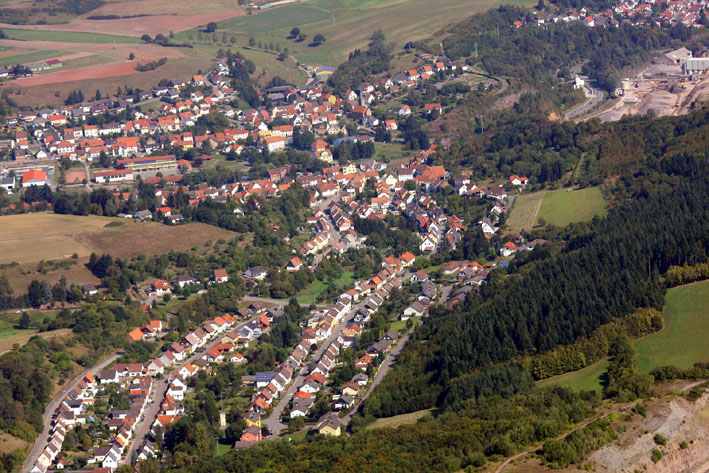
Luftaufnahme Rammelsbach, 2009

| Jahr | Einwohner |
| ---- | --------- |
| 1815 | 290       |
| 1835 | 343       |
| 1871 | 574       |
| 1905 | 1.575     |
| 1939 | 2.006     |
| 1950 | 1.987     |
| 1961 | 2.102     |

| Jahr | Einwohner |
| ---- | --------- |
| 1970 | 2.139     |
| 1987 | 1.881     |
| 1997 | 1.869     |
| 2005 | 1.732     |
| 2011 | 1.579     |
| 2017 | 1.510     |
| 2023 | 1.441     |

## Politik

### Gemeinderat
Der Gemeinderat in Rammelsbach besteht aus 16 Ratsmitgliedern, die bei der Kommunalwahl am 9. Juni 2024 in einer Mehrheitswahl gewählt wurden, und dem ehrenamtlichen Ortsbürgermeister als Vorsitzendem.
Die Sitzverteilung im Gemeinderat:
| Wahl | SPD               | CDU               | Linke             | WGR               | Gesamt   |
| ---- | ----------------- | ----------------- | ----------------- | ----------------- | -------- |
| 2024 | per Mehrheitswahl | per Mehrheitswahl | per Mehrheitswahl | per Mehrheitswahl | 16 Sitze |
| 2019 | per Mehrheitswahl | per Mehrheitswahl | per Mehrheitswahl | per Mehrheitswahl | 16 Sitze |
| 2014 | –                 | –                 | 2                 | 14                | 16 Sitze |
| 2009 | 9                 | 7                 | –                 | –                 | 16 Sitze |
| 2004 | 9                 | 7                 | –                 | –                 | 16 Sitze |

### Bürgermeister
Thomas Danneck wurde am 13. Juli 2014 Ortsbürgermeister von Rammelsbach. Bei der Direktwahl am 26. Mai 2019 wurde er mit einem Stimmenanteil von 91,53 % in seinem Amt bestätigt. Bei der Direktwahl am 9. Juni 2024 setzte er sich mit 90,3 % gegen einen Mitbewerber durch und wurde für weitere fünf Jahre wiedergewählt.
Dannecks Vorgänger Xaver Jung hatte das Amt zehn Jahre ausgeübt.

## Wirtschaft und Infrastruktur
Der Industrieort ist durch seinen 50 ha großen Melaphyrsteinbruch bekannt, in dem seit über 100 Jahren Hartsteine gewonnen und verarbeitet werden. Im Steinbruchmuseum wird der Arbeitsalltag veranschaulicht.
Der Ort verfügt über einen Bahnhof an der Bahnstrecke Landstuhl–Kusel und ist an die Bundesstraße 420 angeschlossen, die nach 10 km zur Autobahn A 62 führt.

## Persönlichkeiten

### Ehrenbürger
- 15. August 2019: Erwin Reiber (1942–2019) wurde in Würdigung seiner jahrzehntelangen Verdienste um das Wohl der Gemeinde zum Ehrenbürger ernannt. Die Interessen der Gemeinde vertrat er 30 Jahre im Kreistag. Er war in mehreren Vereinen aktiv und baute über ein halbes Jahrhundert ein umfangreiches Archiv zur Ortsgeschichte auf. An der Chronik Rammelsbach eine Industriegemeinde wirkte er ebenfalls mit. Jährlich publizierte er in den Heimatblättern des Kreises Kusel und im Westrichkalender Beiträge über Rammelsbach. Die Ehrung wurde ihm wenige Wochen vor seinem Tod im Krankenhaus übergeben.[12][13][14]

### Söhne und Töchter der Gemeinde
- Hartwig Bartz (1936–2001), Schlagzeuger des Modern Jazz
- Rudolf Bühler (1939–2020), Landtagsabgeordneter in Baden-Württemberg

### Personen, die in der Gemeinde gewirkt haben
- Xaver Jung (* 1962), Mitglied des Deutschen Bundestages, war zeitweise Ortsbürgermeister.
- Hans Werner Moser (* 1965), Bundesligafußballspieler und -trainer, spielte als Jugendlicher beim SV Rammelsbach.